# Ordre National du Mali

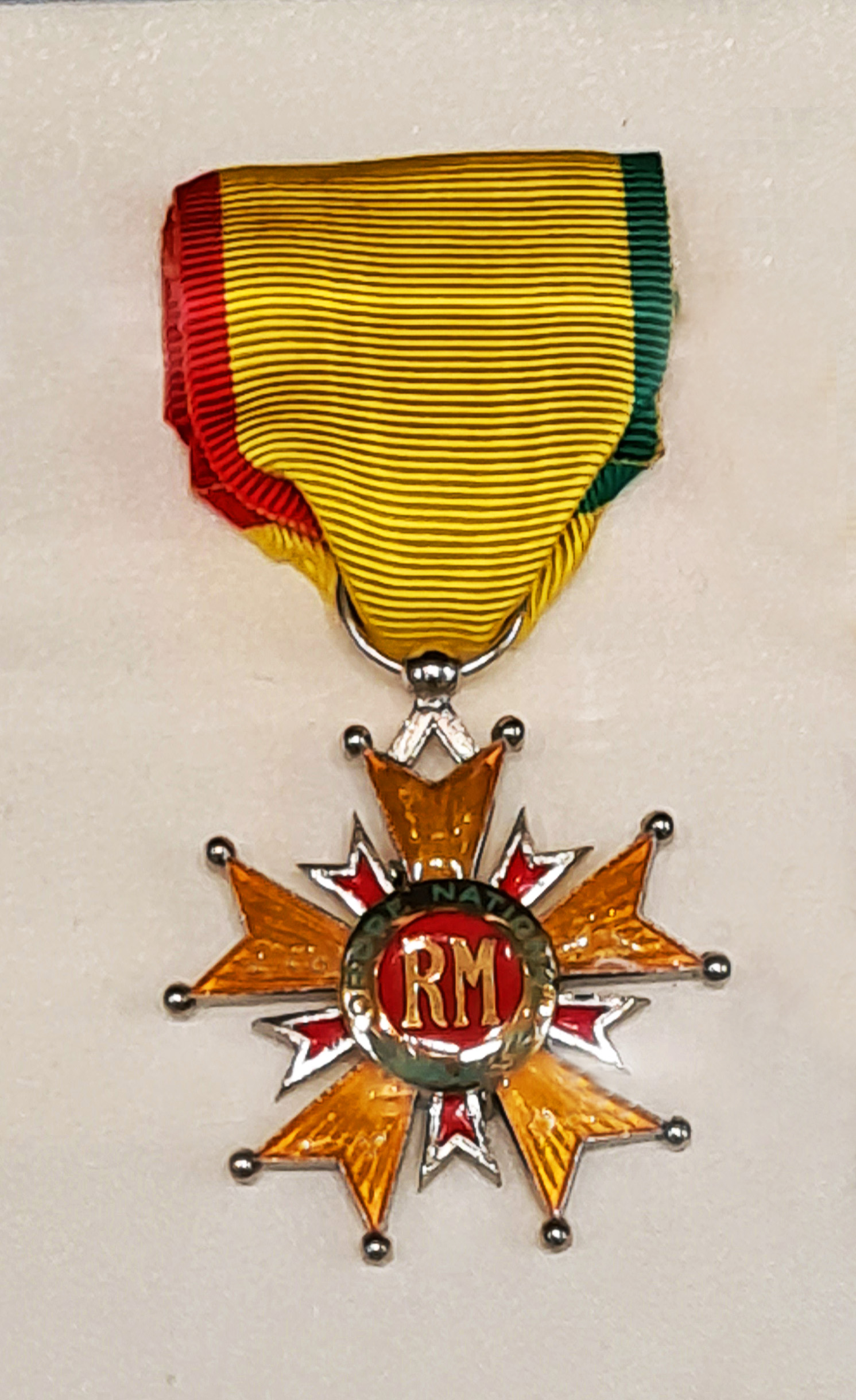
Insigne de chevalier de l’ordre national du Mali. Musée de la Légion d’honneur

Der Ordre National du Mali (arabisch وسام مالي الوطني, dt.: „Nationaler Orden von Mali“; en.: National Order of Mali) ist der höchste Verdienstorden von Mali.

## Geschichte
Der Ordre National du Mali wurde am 31. Mai 1963 anlässlich des Jahrestages der Unabhängigkeit des Lande 1960 von den französischen Kolonisatoren eingeführt.
Seither wurde der Orden an um den Staat verdiente Persönlichkeiten verliehen und konnte als Zeichen der Freundschaft auch an ausländische Staatsoberhäupter verliehen werden.

## Grade
Der Orden hat drei Stufen und zwei Würden:
| Spangen     | Spangen        | Spangen    | Spangen  | Spangen   |
| ----------- | -------------- | ---------- | -------- | --------- |
| Grand-croix | Grand Officier | Commandeur | Officier | Chevalier |

## Empfänger
- Recep Tayyip Erdoğan, Präsident der Türkei[2]
- Kim Il Sung, Präsident von Nordkorea[3]
- Kim Song-ae, Frau von Kim Il Sung[3]
- Kim Jong Il, Erbe von Kim Il Sung[4]

## Insignien
Die Medaille des Ordens ist nach dem Vorbild der französischen Ehrenlegion gestaltet und besteht aus einem zehnzackigen gelben Außenkreuz, wobei jede Spitze in einer goldenen Perle endet, und einem zehnzackigen kleineren inneren roten Kreuz mit Goldrand. In der Mitte der Kreuze befindet sich ein Medaillon aus roter Emaille mit den Buchstaben „RM“ („République du Mali“), umgeben von einem goldenen Ring, über dem in roten Buchstaben die Aufschrift „ORDRE NATIONAL“ („Nationaler Orden“) steht; darunter zwei gekreuzte Lorbeerzweige.
Die Plakette hat das gleiche Design wie die Medaille und ist auf einem achtzackigen „Silberstrahlen“-Stern angebracht.
Das Band ist gelb mit einem grünen Rand auf der einen und einem roten auf der anderen Seite, was an die Farben der malischen Nationalflagge erinnert.